# Ano Kalamas
Ano Kalamas  este un oraș în Grecia în prefectura Ioannina.